# Lethrinus miniatus
Lethrinus miniatus is een straalvinnige vissensoort uit de familie van straatvegers (Lethrinidae). De wetenschappelijke naam van de soort is voor het eerst geldig gepubliceerd in 1801 door Forster.